# 鳩 (童謡)
『鳩』（はと）は、日本の童謡のひとつ。文部省唱歌。作詞、作曲ともに不詳。別名『ハトポッポ』。

## 概要
1911年（明治44年）5月8日に文部省が発行した国定教科書『尋常小学唱歌　第一学年用』が初出。1941年の国民学校用の教科書『ウタノホン』では曲名が『ハトポッポ』に変更された。
『鳩ぽっぽ』というタイトルの曲は別に東くめ作詞、瀧廉太郎作曲のものもあり、それが原曲ではないかと言う説もある。

## 原典（『尋常小学唱歌　第一学年用』）による歌詞
1. ぽっぽっぽ、
鳩ぽっぽ、
豆がほしいか、
そらやるぞ。
みんなで仲善く
食べに來い。
2. ぽっぽっぽ、
鳩ぽっぽ、
豆はうまいか、
食べたなら、
一度にそろって
飛んで行け。

## 1941年に『ウタノホン』において改変された歌詞
1. ぽっぽっぽ、
はとぽっぽ、
豆がほしいか、
そらやるぞ。
みんなでいっしょに
食べに　来い。
2. ぽっぽっぽ、
はとぽっぽ、
豆はうまいか、
食べたなら、
みんなでなかよく
遊ぼうよ。